# Bajada de la Virgen del Pino de El Paso

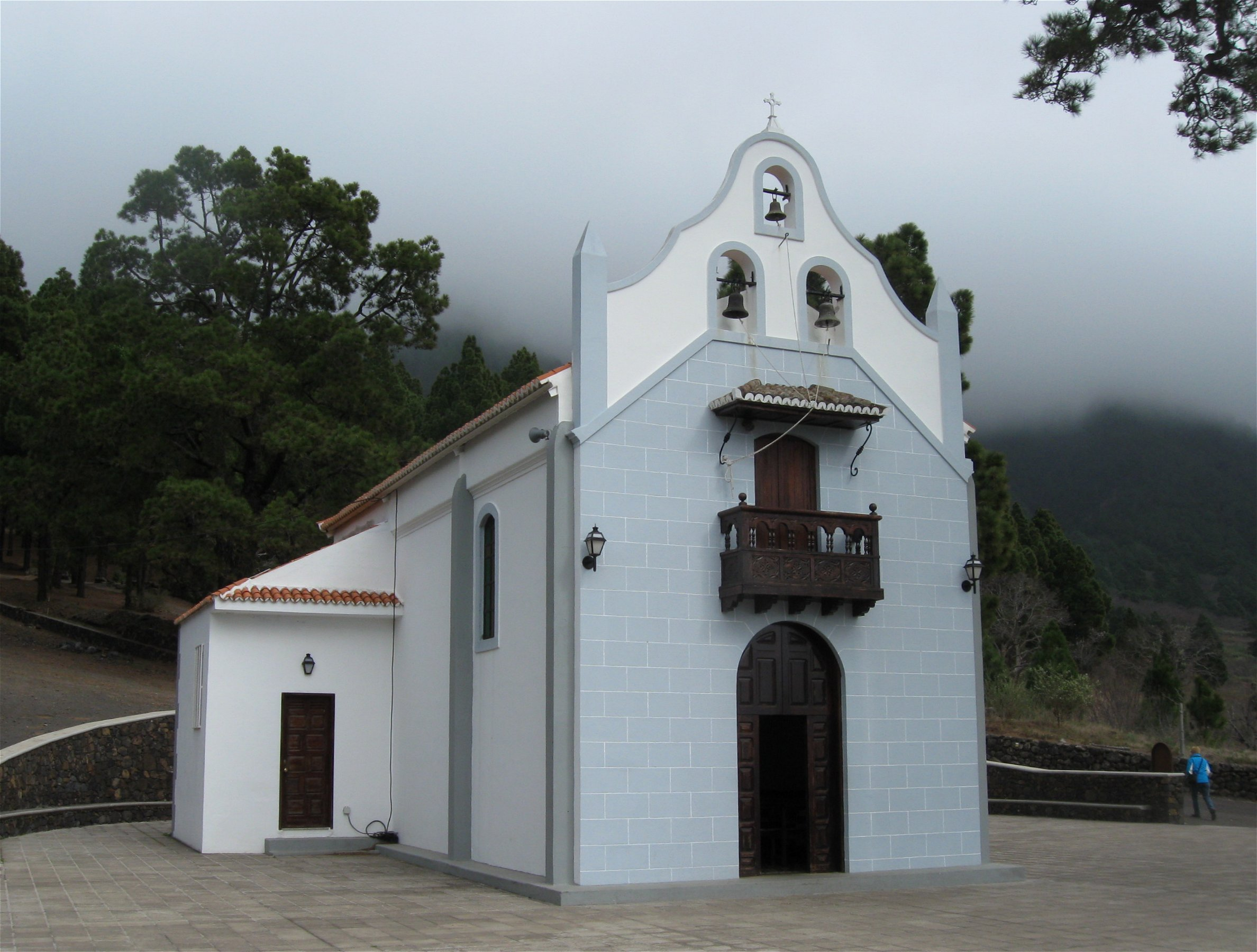
Ermita de la Virgen del Pino (El Paso, La Palma). Desde este lugar parte la romería de la bajada de la Virgen.

La bajada de la Virgen del Pino de El Paso es una fiesta trienal que se celebra en el municipio de El Paso (Isla de La Palma, Canarias) en la que se traslada la imagen de la Virgen del Pino desde su ermita en el monte de Cumbre Nueva hasta el casco urbano de El Paso, acompañada de un desfile de romeros ataviados con trajes típicos y carrozas engalanadas con motivos tradicionales.
La fiesta de la Bajada se inició de manera regular en el año 1955 a instancias de una iniciativa ciudadana, destacando la figura de Braulio Martín Hernández, Hijo ilustre y Cronista oficial de la Ciudad.

La Virgen abre la romería, acompañada por grupos folclóricos a pie que van cantando y bailando, a la que le siguen innumerables carrozas que representan a los barrios del municipio o simplemente a grupos de amigos que se reúnen con tal fin. El trayecto de unos seis kilómetros, en un paisaje de medianías, la arropa y le da un colorido y estampa peculiar. Las viviendas, de una o dos plantas, de arquitectura tradicional la mayoría de ellas, recién pintadas para la ocasión lucen las mejores galas, colgando además de banderas un rico muestrario de la artesanía textil de la isla, así como útiles antiguos de labranza, el gofio, el barro, la seda, y otras producciones domésticas tradicionales. Por un día, cada tres años, en El Paso, se reviven los viejos usos y costumbres
Braulio Martín Hernández

En el cuidado y elaborado programa de las fiestas que se edita para cada ocasión, el periodista y cónsul honorario de Finlandia en Santa Cruz de Tenerife, Juan Carlos Díaz Lorenzo, decía:

“En el pórtico de las fiestas, que inaugura este pregonero, las fértiles tierras de El Paso, cabecera de la comarca del Valle de Aridane, se convierten otra vez en la ruta de la Romería de la Bajada de la Virgen del Pino, en la procesión de romeros por el bosque de El Reventón, su bosque milenario de pinos centenarios, que saben de los milagros inéditos de esta Madre Providencial y de las inquietudes angustiosas de nuestros emigrantes”… “En estos tiempos que nos ha tocado vivir, en los que la condición humana circundante mantiene el reflejo de los fariseos y los mercaderes del templo pregonando su falsa tolerancia, se antepone la virtud de un pueblo noble y trabajador, sereno e ilusionado en el presente y en el futuro, ante el que surge la verdad inmaculada de María en la advocación de Nuestra Señora del Pino, que nos invita a reflexionar y a disfrutar de su presencia y de las fiestas en su honor”
Juan Carlos Díaz Lorenzo